# Rhipidolestes hiraoi
Rhipidolestes hiraoi – gatunek ważki z rodziny Rhipidolestidae. Jest endemitem japońskiej wyspy Sikoku.